# یوگینیا مانیوکووا
یوگینیا مانیوکووا (روسی: Евгения Александровна Манюкова؛ زادهٔ ۱۷ مهٔ ۱۹۶۸) یک تنیس‌باز اهل روسیه است.